# Steve Lekoelea
Steve Lekoelea (Sebokeng, 5 febbraio 1979) è un ex calciatore sudafricano, di ruolo centrocampista.

## Carriera

### Club
Ha sempre giocato nella massima serie sudafricana.

### Nazionale
È stato convocato per la Coppa d'Africa e per le olimpiadi nel 2000.